# Oleksij Danilov
Oleksij Miačeslavovyč Danilov (in ucraino Олексій Мячеславович Данілов?; Oblast di Luhansk, 7 settembre 1962) è un politico e funzionario ucraino, segretario del Consiglio per la sicurezza e la difesa nazionale dell'Ucraina dal 3 ottobre 2019 al 26 marzo 2024, sostituito da Oleksandr Lytvynenko.